# Luciana y José
Luciana y José. Artistas declarados de “Interés Nacional Cultural” (Exp. 6033-D-2011), Congreso de la Nación Argentina.

## Biografía
Luciana Boccucci y José Paillacoy, se conforman como pareja de baile en el año 1992.
Cursan juntos las carreras de “Danza y Coreografía del Tango” e “Historia, Filosofía y Poesía del Tango” - Universidad del Tango de Buenos Aires-.
Posgrado en "Historia Social y Política del Tango" - Facultad Latinoamericana de Ciencias Sociales-.
Paralelamente comienzan con su carrera artística, intensa y plena de reconocimientos y experiencias.
En el año 2005 forman su compañía de espectáculo integrada en la actualidad por: Jorge Donadío (Bandoneón), Mariano Vázquez (Piano), Santiago Álvarez (Contrabajo), Enrique Postma (Violín y Arreglos musicales). Los cantantes Daniel Almirón, Roberto Guiet y Jorge Gerbaudo.
Además compartieron escenario, con los más destacados artistas y personalidades de la época: Osvaldo Pugliese, Abel Córdoba, Adrián Guida, Armando Laborde, Alberto Castillo, Alberto Podestá, Beba Pugliese, Ben Molar, Bergara Leumann, Calígula (humorista), Carmencita Calderón, Daniel Cortés, Enrique Dumas, Enzo Valentino, Gloria Díaz, Horacio Ferrer, Hugo Marcel, Jorge Casal, Gabriel Reynal, Pascual “Cholo” Mamone, Jorge Formento, Jorge Sobral, Jorge Valdez, José Gobello, Juan Carlos Godoy, Lionel Godoy, Nelly Vázquez , Néstor Fabián, Raúl Lavié, Roberto Rufino, Oscar Ferrari, Rodolfo Lemos, Ginamaría Hidalgo, “Tano” Rullero, Nelly Omar, Osvaldo Ribó, Roberto Ayala, Argentino Ledesma , Alberto Marcó, Virginia Luque, Ernesto Baffa, etc. .

## Presentaciones Artísticas en Argentina
- Orquesta Nacional de Música Argentina "Juan de Dios Filiberto”. Teatro Nacional Cervantes (1998).
- “Orquesta del Tango de Buenos Aires”, Dir.: Raúl Garello (1997).
- “Orquesta Municipal del Tango de Gral. San Martín”, Dir.: Pascual “Cholo” Mamone (1997 al 2010).[2][3]
- Sexteto Tango (2002 al 2009).
- “Orquesta de Atilio Stampone (1997).
- “Orquesta Típica Tokio”, en sus 50 años; dir: Kiyoshi Shiga. Senado de la Nación Argentina(1998).
- “Ciclo de Tango”, dir: Oscar de Lía (Secretaría de Cultura de la Nación).
- “Honorable Consejo Deliberante del Gobierno de la ciudad de Buenos Aires” (Salón Dorado).
- “Sesiones de Tango en el Palacio de Gobierno de la ciudad de Buenos Aires”.
- “Centenario Hermandad Argentino-Japonesa, (Secretaría de Cultura de la Nación). Trasmisión televisiva en directo y simultánea, para Argentina y Japón (1998).

## Casas de Tango
- Café Tortoni (1995 al 2013). Presentando sus diversos espectáculos.[4][5][6][7][8][9][10][11][12]
- Galería del Tango Argentino (1995 al 2003).
- “La Veda”, La Ventana, “Caminito Amigo”, ”Café Homero”, “Esquina Osvaldo Pugliese”, “Casa Aníbal Troilo”, “Caminito Tango Show”, “Caballito Blanco”, Homero Manzi, El Viejo Almacén, ``etc..

## Teatros
- Teatro Nacional Cervantes, presentan “Ciao Tango”. Auspiciado por el “Istituto di Cultura Italiano” - Embajada de Italia (2007).[13][14]
- La Máscara, presentan “Tango de Lujo” (2007).[15][16][17]
- “Carlos Carella” (“Sindicato Empleados de Comercio”), presentan “Centenario de Anibal Troilo” (2014).[18]
- “Complejo La Plaza” (sala “Pablo Picasso”),“Regina”, “Astral”, “Catulo Castillo”, “Pícolo” y “Casino Buenos Aires”.
- Embajadas
- Hoteles Internacionales

## Cine y televisión
- Film: “Muchas gracias maestro”, a Don Osvaldo Pugliese (1993).
- Argentina Televisora Color: “La Noche con Amigos” (1996).
- Crónica TV: Diversas presentaciones.
- América TV: Documental de Tango y presentaciones.
- Solo Tango: Diversas presentaciones.
- “TV 5” “La Vereda”, presentaciones.
- Televisión Española: Documental sobre Argentina (2009).[19]
- “Canal Federal”: “Dos para el Tango”.
- Plus Satelital: “El arte de vivir”.
- América TV: “Buenas tardes con Andino”.

## Exposiciones
- Garfield; presentación Oficial en Argentina junto a su creador Jim Davis (Alvear Palace Hotel y Alto Palermo Shopping) (1998).[20]
- “Tango Mundo”, 1º Expo. de Música Ciudadana (Centro Municipal de Exposiciones)(1996).
- “1º Mega Exposición de Tango” (Palais de Glace)(1997).
- “1º Exposición del Tango y la Cultura” (Centro Cultural Recoleta)(1997).

- Recepción Delegación: "Tour en vivo Region Emilia Rogmana"; Iva Zanicchi, Franco Simone, Umberto Tozzi, etc (2004).
- “UNIART 2010” - Ministerio de Educación (Argentina), (Centro Cultural Borges) (2010).

## Diversas Ciudades de Argentina
- Bahia Blanca (Pcia. de Buenos Aires). - Festival “Provincianos Unidos Junto al Folclore” (1992). - Gala 171 Aniversario de Bahia Blanca (2001).
- Puán (Pcia. de Buenos Aires). “Primer Encuentro de Tango” (1995).
- Neuquén (Capital). “Teatro Español” e Inauguración “Casa de Tango” (2003).
- Reconquista (Santa Fe). “Teatro Español” (2002).
- Banfield (Pcia de Buenos Aires). "Teatro Roberto J. Payró" (1996).
- Olivos (Pcia. de Buenos Aires). “Centro Cultural York” (2001).
- Baradero (Pcia. de Buenos Aires). "La Casa del Tango y el Folclore" (1993).
- Dufaur (Pcia. de Buenos Aires). “99no. Aniversario” (2006) y “Centenario” de la ciudad (2007).[21][22]
- Villa Gesell (Pcia. de Buenos Aires). “Programa Cultural de Verano” (2012).
- Pigüé (Pcia. de Buenos Aires). “Teatro Español” (2013).[23]
- Saldungaray (Pcia. de Buenos Aires) (2013).
- Coronel Dorrego (Pcia. de Buenos Aires). Cine / Teatro "San Martín" (2017).
- Concarán (Pcia. de San Luis). Salón de Cultura "Ítalo Sergiani", 160 Aniversario de la Ciudad. (2018).

## Presentaciones artísticas internacionales
- España: - Valencia; “Casablanca” (Casa Bailes de Salón) y “Feria de la Naciones” (1995). - La Eliana; ”Especial Tango” (1995).

- Brasil: - Porto Alegre; “4º Premio Sogipa para la Danza”, “La Ventana” (Casa de Tango)(1996). - Bello Horizonte; Espectáculo “Noche de Tango” (1998).

- Chile: - Viña del Mar, Santiago de Chile y Valparaíso; 1º Festival de Tango “Gardel hacia el 2000” (1999). - Temuco; “Pasión Tango”, “Orquesta Pascual Cholo Mamone” (2007).

- Canadá: - Winnipeg; “XIII Juegos Panamericanos”. Representación oficial de Argentina (1999).

- Ecuador: - Quito; Espectáculo “Nuevos Aires Tango 2000” (2000). - Guayaquil; Espectáculo “¡Con permiso… soy el Tango!” (2000).

- Nigeria: - Abuya; Festejos del Bicentenario de Argentina. Representación oficial de Argentina. Primeros artistas argentinos en presentarse en este país del África occidental (2010).

- Alemania: - Berlín; Berliner Philarmonie. “Cantango Berlín”. Representación oficial de Argentina (2013).[24]

- Eslovaquia: - Bratislava y Bojnice (2014).

## Docencia - Metodolgía de Enseñanza Propia
- Centro Cultural General San Martín (CABA); "Aprehende a Bailar el Tango Queer" (2019).[25]
- Universidad de Belgrano (CABA); Programa Estudios Internacionales: “Danza e Historia del Tango” (2005 - 2017).[26]
- Ateneo de la Juventud SEC (CABA): Sindicato Empleados de Comercio – Megatlon (2005 a la actualidad).
- Valencia y Castellón (España); Curso de Tango (distintos niveles) y “Master” a profesores (1995).
- Bahia Blanca (Pcia. de Buenos Aires): “Asociación Bahiense de Folclore” (1996).
- Neuquén (Capital): “Master” a profesores y Clases abiertas.
- “Galería del Tango Argentino” (CABA) (1995 - 2003).
- “TV 5”: Programa “La Vereda” (CABA).
- “Tango Mundo”(CABA): ” 1º Expo Feria de Música Ciudadana”. Declarado de Interés Nacional. Centro Municipal de Exposiciones (1996).
- Seminarios: “La Historia de la Danza del Tango”.
- Université de Montréal (CABA): "Campus Argentine". "La música popular en la Argentina: el Tango" (2014).
- Academia Nacional del Tango (CABA): "3er. Congreso Mundial de la Academia Nacional del Tango". Ponencia: "El Tango tiene sus bemoles" (2022).

## Jurado
- Valencia (España): “Certamen de Vals Vienés”, Organizado por Cadena Dial, presentando el “Vals Criollo” (1995).
- Ciudad de San Martín (Pcia de Bs As): Torneos Juveniles Bonaerenses (2003 - 2004).
- Puán (Pcia de Bs As): “1º Encuentro de Tango”, Dirección de Deportes y Cultura de la Municipalidad (1995).
- Ciudad de Buenos Aires: Inst. Nac. de Serv. Soc. para Jubilados y Pensionados – “Concurso de Tango, Danza y Poesía” (2000).

## Honores y auspicios institucionales
- "Diploma a la Trayectoria Artística”, Cámara de Diputados de la Nación Argentina- Congreso de la Nación Argentina (2004).[27]
- "Auspicio", Ministerio de Relaciones Exteriores y Culto (Argentina) (1999).
- "Auspicio", Secretaría de Cultura del Gobierno de la Ciudad de Buenos Aires (1999).
- “Plaqueta de Reconocimiento”; Ayuntamiento de La Eliana, Valencia - España - (1995).
- "Auspicio", Secretaría de Cultura de la Nación (2007).
- “Diploma de Honor”; Municipalidad de Viña del Mar - Chile - (1999).
- "Distinción"; "Orden del Buzón", Ciudad de Buenos Aires (2017).
- Declarados de “Interés Nacional Cultural” Congreso de la Nación Argentina (2013).[28]

## Obras que le han dedicado
- “A Luciana y José”; Tango casi Vals. Letra: Roberto Selles, Música: Omar Escudero. Grabado por Omar Escudero en la voz, Bandoneón y Arreglos: Alberto Garralda, Piano: Aram Pizzini, Contrabajo: Roberto Ritto y Violín: Enrique Postma.
- “Una pareja bailando”; Letra: Elbao, Música: Roberto Selles.
- “Luciana y José”; Serie pictórica de Marta Luchenio (Biblioteca Popular Alberdi)(1994).
- “LuJo”; poesía de José Abregú.
- “Tango y Misterio”, Muestra fotográfica. Academia Nacional del Tango de la República Argentina, por Jorge y Alejandro Roiger (2004).
- “Luciana y José”; acróstico de Claudia Cid y Daniel Gatica.
- “Historia con ladrones”; de José Gobello. El ejemplar número 70, fue impreso especialmente a Luciana y José.
- “In Tango-Pasión; poesía de Silvia Bemamán.
- “Luciana”; poesía de Alicia.
- Mención en la Enciclopedia “Tango Nuestro”, del Diario Popular.[29]
- “Luciana y José”; acrósticos de Norberto Donadío.
- “Malambo para José”; obra musical de Pascual “Cholo” Mamone.